# Robyn Hitchcock
Robyn Hitchcock Rowan (nascut el 3 de març de 1953) és un cantautor anglès. Principalment toca la guitarra i canta però també toca l'harmònica, el piano i el baix.

## Biografia
Va començar a ser conegut durant la dècada dels 70 amb la banda punk/new wave The Soft Boys i després va començar una prolífica carrera en solitari. L'estil musical i líric de Hitchcock està influït per músics com Bob Dylan, John Lennon i Syd Barrett. Les lletres de les seves cançons es basen en el surrealisme, elements de comèdia, excentricitats i descripcions melancòliques de la vida quotidiana.
Tot i signar per dues grans discogràfiques nord-americanes (A & M Records i Warner Brothers) durant la dècada dels 80 i 90, no ha tingut gran èxit comercial entre el gran públic. Tanmateix, manté un estatus de culte i ha obtingut molt bones crítiques en les seves actuacions i llançaments discogràfics.

## Discografia
Els llançaments indicats "amb the Egyptians" corresponen a albums publicats com a "Robyn Hitchcock & The Egyptians". De la mateixa manera, els llançaments indicats com a "amb the Venus 3" corresponen a albums publicats com a "Robyn Hitchcock & The Venus 3". La resta corresponen a albums en solitari tot i que poden tenir gravacions fetes amb banda.

### Discos d'estudi
- Black Snake Diamond Röle, 1981
- Groovy Decay, 1982
- I Often Dream of Trains, 1984
- Fegmania!, 1985 (amb the Egyptians)
- Element of Light, 1986 (amb the Egyptians)
- Globe of Frogs, 1988 (amb the Egyptians)
- Queen Elvis, 1989 (amb the Egyptians)
- Eye (album)|Eye, 1990
- Perspex Island, 1991 (amb the Egyptians)
- Respect (Robyn Hitchcock album)|Respect, 1993 (amb the Egyptians)
- Moss Elixir, 1996
- Jewels for Sophia, 1999
- Luxor (album)|Luxor, 2003
- Spooked (album)|Spooked, 2004
- Olé! Tarantula, 2006 (amb the Venus 3)
- Goodnight Oslo, 2009 (amb the Venus 3)
- Propellor Time, 2010 (amb the Venus 3)
- Tromsø, Kaptein, 2011
- Love From London, 2013
- The Man Upstairs, 2014
- Robyn Hitchcock, 2017
- Shufflemania!, 2022
- Life After Infinity, 2023

### Recopilacions de rareses, demos, preses alternatives i descartaments
- Groovy Decoy (A revisió de Groovy Decay, inclou demos de moltes de les cançons de l'esmentat album), 1985
- Invisible Hitchcock (Descartaments i rareses, 1980–1986), 1986
- Gravy Deco (Recopilació de les sessions de gravació de Groovy Decay i Groovy Decoy), 1995
- You & Oblivion (Descartaments i rareses, 1981–1987), 1995
- Mossy Liquor ("Descartaments i prototips" de Moss Elixir), 1996
- A Star for Bram (Descartaments de Jewels for Sophia), 2000
- Obliteration Pie (Col·lecció japonesa de cançons en directe, rareses i regravacions en estudi), 2005
- I Wanna Go Backwards (Caixa de rellançaments i rareses), 2007
- Shadow Cat (album)|Shadow Cat (Descartaments i rareses, 1993–1999), 2008
- Luminous Groove (Caixa de rellançaments i rareses), 2008

### Albums en directe
- Gotta Let This Hen Out!, 1985 (amb the Egyptians)
- Give It To The Thoth Boys - Live Oddities, 1993 (Llançament només en cassette venut en gira 1993) (amb the Egyptians)
- The Kershaw Sessions (Robyn Hitchcock)|The Kershaw Sessions, 1994 (amb the Egyptians)
- Storefront Hitchcock, 1998
- Storefront Hitchcock L.P., 1998
- Live at the Cambridge Folk Festival, 1998 (amb the Egyptians)
- Robyn Sings, 2002 (Doble disc en directe de versions de Bob Dylan)
- This is the BBC, 2006
- Sex, Food, Death... and Tarantulas (EP en directe), 2007
- I Often Dream of Trains in New York, (CD+DVD), 2009

### Recopilacions (Best of)
- Robyn Hitchcock (Album)|Robyn Hitchcock, 1995
- Greatest Hits (Robyn Hitchcock)|Robyn Hitchcock & The Egyptians: Greatest Hits, 1996 (amb the Egyptians)
- Uncorrected Personality Traits (Compilació de Rhino Records de material en solitari), 1997

### Aparició en recopilacions
- Time Between - A Tribute to The Byrds (Imaginary Records), 1989
- Pave The Earth (A&M Records), 1990
- More Oar: A Tribute to the Skip Spence Album (Birdman Records), 1999
- Ernie: Songs of Ernest Noyes Brookings (Gadfly Records), 2001
- Listen To What The Man Said - Popular Artists Pay Tribute to the Music of Paul McCartney (Oglio Records), 2001
- Wig in a Box (Off Records), 2003
- Terry Edwards Presents Queer Street (Sartorial Records), 2004
- I Want You (She's So Heavy) - Abbey Road Now! (Mojo Magazine Free CD), Oct 2009
- Dark Globe - The Madcap Laughs Again! (Mojo Magazine Free CD), Mar 2010[1]